# Angelo Salizzoni
Angelo Salizzoni (ur. 15 października 1907 w Bolonii, zm. 1 lutego 1992 tamże) – włoski polityk i księgowy, wieloletni deputowany krajowy i europejski, podsekretarz stanu w różnych resortach.

## Życiorys
Zdobył wykształcenie średnie. Z zawodu księgowy, pracował w przedsiębiorstwie ubezpieczeniowym, a także jako dyrektor przedsiębiorstwa. Zaangażowany w organizacjach katolickich, kierował diecezjalną organizacją młodzieżową Akcji Katolickiej. W okresie II wojny światowej działał w katolickich kręgach dyskusyjnych i konspiracyjnych. Wszedł w skład Włoskiego Komitetu Wyzwolenia Narodowego, od 1944 był partyzantem w ramach 6. brygady „Giacomo”.
Zaangażował się w działalność polityczną w ramach Chrześcijańskiej Demokracji, został jednym z najbliższych współpracowników Aldo Moro i założycielem struktur partii w Bolonii. Od 1952 zajmował stanowisko członka władz centralnych, w tym od 1959 do 1963 zastępcy sekretarza chadeków. Od 1946 do 1976 zasiadał Zgromadzeniu Konstytucyjnym, a następnie Izbie Deputowanych I, II, III, IV, V i VI kadencji. Od 1969 do 1973 oddelegowany także do Parlamentu Europejskiego. Zajmował stanowisko podsekretarza stanu w ministerstwach spraw wewnętrznych (1957–1958, 1968–1970), skarbu (1958–1959; odpowiadał za reparacje wojenne i rencistów wojennych), kancelarii premiera jako sekretarz rady ministrów (1963–1968, 1974–1976) oraz w resorcie spraw zagranicznych (1970–1972). W drugiej połowie lat 70. wycofał się z działalności politycznej.